# Distant Relatives
A Distant Relatives Nas amerikai rapper és Damian Marley jamaicai reggae-énekes albuma, amely 2010. május 18-án jelent meg a Universal Republic és a Def Jam Recordings kiadókon keresztül. Az album Nas tizedik, míg Marley negyedik stúdióalbuma.
A Distant Relativest 2008 és 2010 között vette fel a két előadó, a lemez producerei főként Damien és Stephen Marley voltak, akik mindketten a legismertebb jamaicai zenész, Bob Marley fiai. Az albumon a hiphop és a reggae elemeit használták fel, dalszövegében főként származásukról, szegénységről és Afrika állapotáról írtak. Közreműködött a Distant Relativeson K’naan, Stephen Marley, Dennis Brown, Junior Reid, Joss Stone és Lil Wayne.
Az album ötödik helyen debütált a Billboard 200-on, 57 ezer példány kelt el belőle az első héten. Kiadását követően méltatták a zenekritikusok a lemezt.

## Háttér
Az albumról először a 2009-es Grammy-gálán beszélt Nas az MTV-nek: „Jelenleg, nektek mondom el először, egy albumon dolgozok Damian Marleyval. Iskolákat próbálunk építeni ezzel Afrikában és megpróbálunk fejlődést inspirálni. Ezzel az albummal szeretet próbálunk mutatni [Afrikának]. Szóval a felvétel... leginkább arról, ahol felnőttünk és Afrikáról szól.” Az album címét Nas és Marley családi kapcsolata inspirálta, megosztott afrikai származásuk és megosztott származásuk a teljes emberiséggel. Ezek adták az ötletet minden dalhoz. Eredetileg a páros korábbi lemezeiről lehagyott dalokat tervezték egy középlemezen kiadni, amelynek szintén Afrika lett volna a témája, de miután elkezdtek együtt dolgozni, úgy döntöttek, hogy felvesznek egy teljes albumot.

## Felvételek
Nas és Marley 2008-ban kezdte el felvenni az albumot, főként Los Angelesben (Kalifornia) és Miamiban (Florida). Marley és testvére, Stephen voltak felelősek a produceri munkáért. Az albumon több közreműködő előadó is szerepelt, mint K’naan, Stephen Marley, Dennis Brown, Junior Reid, Joss Stone és Lil Wayne. Marley a folyamatról azt mondta a Rolling Stone-nak, hogy „Megpróbálunk kialakítani egy olyan hangzást, amely mindkettőnk stílusának megfelel, de nem egyezik meg egyikkel se... Nagyon sok jótékonysági album érzelgősnek tűnik. Azt akarjuk, hogy valami olyan legyen, amit az autódban is lejátszanál.”

## Zene és szöveg
A Distant Relatives felhasznál mind reggae, mint hiphop-elemeket, amelyeket Marley és Nas afrikai zene hangmintázásával egészített ki. Az album szövegét tekintve főként az Afrikával kapcsolatos problémákról beszél, beleértve a két előadó származását, szegénységet és további társadalmi problémákat az Egyesült Államokban és Afrikában. A Count Your Blessings című dal például Afrika jelenlegi helyzetéről beszél.

## Kritika
A Distant Relativest általánosan méltatták a zenekritikusok. A Metacritic weboldalon, amely 100 pontból ad egy értékelést minden albumnak szakértők kritikái alapján, az album 73 pontot kapott. David Jeffries (AllMusic) méltatta az album Afrikával kapcsolatos témáját, azt mondva, hogy „egy céltudatos szörnyeteg és egy koncepciós telitalálat, amely teljesen alátámasztja címét.” Ryan Flatley (Sputnikmusic) azt írta, hogy „Nas és Damian Marley egy rettentő páros, az egész albumon úgy tűnik, hogy ugyanazon a szinten vannak, mind gondolatokat, mind jelenlétet tekintve.” Dave Simpson (The Guardian) úgy írta le a zenéjét, mint „meggondolt, őszinte, fontos témákról próbál beszélni, az afrikai szegénységtől kezdve a gyémántkereskedelemig, anélkül, hogy prédikálónak vagy csöpögősnek tűnne.” Gervase de Wilde (The Daily Telegraph) „kiszámíthatóan zseniális”-nak nevezte a lemezt.
Ugyan a két műfaj zenei összemosását egy kicsit túl soknak érezte, David Amidon (PopMatters) úgy érezte, hogy a „Nas és Junior Gong hangjai közötti alkímia egyértelmű és egy erős egységérzést okoz.” A Mojo szerint az album „remek hasonlatot talál a két stílus között.” M.T. Richards (Slant Magazine) a lemezt „fényes, kultúrával teli” munkának nevezte és méltatta annak emberiség és alázatosság témájú dalait, azt írva, hogy „szenvedéllyel és dicsőséggel ragyog, mind tartalmilag, mind zeneileg, amelyek földi melegséget sugároznak.” Robert Christgau (MSN Music) úgy vélte, hogy „az eredmény egy rendkívülien dallamos reggae-album, amelyet intenzívebbé tesz a [...] rappelés, Az eredmény egy rendkívülien politikai hiphopalbum, amely akkor a legmeggyőzőbb, mikor nem próbálja meg megduplázni az afrocentrikus homályosítást a rasztafári gondolkozással.”
Nem teljesen pozitív kritikájában J. Gabriel Boylan (Spin) úgy érezte, hogy a „kinyilatkoztató üzenetét elnyomja a sok kitérés.” Sean Fennessey (The Village Voice) szerint az album „kezdetleges” és egy „jóízű affér, amely tele van érdektelen felfedezésekkel és proklamációkkal.” Jeff Weiss (Los Angeles Times) megjegyezte, hogy a Distant Relatives „a sivár és a dinamikus között ingadozik” és kritizálta „oktató jellegét”: „reduktív filozófiái és bénító komolysága által lehúzva az album gyakran túlságosan nehézkesnek tűnik.” Tom Breihan (Pitchfork) azt mondta a szövegről és a közhelyekről, hogy „Nas és Marley belezuhannak egy ilyen furcsa lyukba, ahol fényes zenei alapok fölött túlérett közhelyeket próbálnak átadni és hagyják, hogy önfontosságuk elnyelje személyiségüket.” Nathan Rabin (The A.V. Club) egy „afrocentrikus manifesztum”-nak nevezte, amelyet „néha lehúz a nemes céljának súlya.”

## Számlista
Az összes dal producere Damian Marley, kivéve 4., 9. és 11., amelyeknek producere Stephen Marley.
| 1.    | As We Enter                                              | Nasir Jones Damian Marley Mulatu Astatke       | 2:58 |
| 2.    | Tribes at War (K’naan közreműködésével)                  | Jones D. Marley Keinan Warsame                 | 4:30 |
| 3.    | Strong Will Continue                                     | Jones D. Marley                                | 6:02 |
| 4.    | Leaders (Stephen Marley közreműködésével)                | Jones D. Marley Stephen Marley                 | 4:20 |
| 5.    | Friends                                                  | Jones D. Marley                                | 4:49 |
| 6.    | Count Your Blessings                                     | Jones D. Marley                                | 4:24 |
| 7.    | Dispear                                                  | Jones D. Marley                                | 5:53 |
| 8.    | Land of Promise (Dennis Brown közreműködésével)          | Jones D. Marley Dennis Brown                   | 4:00 |
| 9.    | In His Own Words (Stephen Marley közreműködésével)       | Jones D. Marley S. Marley                      | 5:00 |
| 10.   | Nah Mean                                                 | Jones D. Marley                                | 4:09 |
| 11.   | Patience                                                 | Jones D. Marley Amadou Bajayoko Mariam Doumbia | 5:46 |
| 12.   | My Generation (Joss Stone és Lil Wayne közreműködésével) | Jones D. Marley Dwayne Carter, Jr.             | 4:02 |
| 13.   | Africa Must Wake Up (K’naan közreműködésével)            | Jones D. Marley Warsame                        | 6:41 |
| 57:13 |                                                          |                                                |      |

| Hanglemez/iTunes bónusz dalok | Hanglemez/iTunes bónusz dalok                 | Hanglemez/iTunes bónusz dalok | Hanglemez/iTunes bónusz dalok | Hanglemez/iTunes bónusz dalok | Hanglemez/iTunes bónusz dalok | Hanglemez/iTunes bónusz dalok | Hanglemez/iTunes bónusz dalok | Hanglemez/iTunes bónusz dalok | Hanglemez/iTunes bónusz dalok |
|                               | Cím                                           | Hossz                         |                               |                               |                               |                               |                               |                               |                               |
| ----------------------------- | --------------------------------------------- | ----------------------------- | ----------------------------- | ----------------------------- | ----------------------------- | ----------------------------- | ----------------------------- | ----------------------------- | ----------------------------- |
| 14.                           | Ancient People (Junior Reid közreműködésével) | 4:35                          |                               |                               |                               |                               |                               |                               |                               |
| 61:48                         |                                               |                               |                               |                               |                               |                               |                               |                               |                               |

Feldolgozott dalok:
- As We Enter: Yegelle Tezeta, eredetileg: Mulatu Astatke.
- Tribes at War: Tribal War, eredetileg: Earl Lowe.
- Friends: Undenge Uami, eredetileg: David Zé.
- Land Of Promise: Promised Land, eredetileg: Dennis Brown.
- Nah Mean: Kurikute, eredetileg: Sara Chaves.
- Patience: Sabali, eredetileg: Amadou & Mariam.
- My Generation: Generation, eredetileg: Ziggy Marley.

## Közreműködő előadók
Az AllMusic adatai alapján.
| - Luke Aiono – gitár - Rahsaan Alexander – háttérénekes - Chris Athens – master - Kreiger Bailey – háttérénekes - Amadou Bajayoko – dalszerző - Miguel Bermudez – asszisztens - Chad Blaize – háttérénekes - Dennis Brown – dalszerző, háttérénekes - Llamar Brown – billentyűk - Ann Marie Calhoun – hegedű - Andrea Carter – gitár - James Caruso – keverés - Jason Chantrelle – A&R - Daniel Chappell – rézfúvós hangszerek - Squiddly Cole – ütőhangszerek, dobok, billentyűk - Shiah Coore – basszusgitár, dobok, háttérénekes, taps - Greg DePante – asszisztens - Courtney Diedrick – dobok, taps - Sean Diedrick – billentyűk - Mariam Doumbia – dalszerző - Dwayne Carter – dalszerző - Nabil Elderkin – fényképész - Paul Fakhourie – basszusgitár, billentyűk - Andre Forrest – háttérénekes, taps - Rovleta Fraser – háttérénekes - Nesta Garrick – művészi igazgató, design - Neville Garrick – fényképész, művészi tanácsadó - Marcus Garvey – idézetszerző - Rannoy Gordon – gitár - Andrew Green – hangmérnök - Tim Harkins – hangmérnök - Phillip James – billentyűk, háttérénekes, taps - Sunday Agwaze Michaels –afrikai konga - Nasir Jones – dalszerző, író, rapper, executive producer, producer, háttérénekes - Keinan Warsame – dalszerző | - L.A.’s Best Sunny Brae Choir – háttérének - Marc Lee – hangmérnök - Funji Legohn – rézfúvós hangszerek - Casey Lewis – hangmérnök - Damian Marley – dalszerző, producer, programozás, háttérénekes, taps, executive producer - Stephen Marley – gitár, dalszerző, billentyűk, programozás, producer - George Massa – hangmérnök - Christopher Merridith – basszusgitár, gitár, billentyűk - Jah Amen Mobley – háttérénekes - Leon Mobley – ütőhangszerek, háttérénekes - Vernon Mungo – hangmérnök - Josh Newell – hangmérnök - Bobby Newland – asszisztens - Steve Nowa – asszisztens - Oakwood School 5th Grade Choir – háttérénekes - Raymond Onyai – háttérénekes - George Pajon – gitár - Lisa Parade – igazgató - Josef Powell – háttérénekes - José Quintero – asszisztens - Benjamin Reid – hangmérnök, asszisztens - Mike Rowe – billentyűk - James Rudder – asszisztens - Noelle Scaggs – háttérénekes - Miles Tackett – cselló - Charles Wakeman – hangmérnök, keverés, asszisztens - Oren Waters – háttérénekes - Will Wheaton – háttérénekes - Roselyn Williams – háttérénekes - Betty Wright – háttérénekes - Eric Young – asszisztens - Gabriel Zardes – A&R - Danny Zook – hangminta engedélyek - Corey Lloyd – hangminta engedélyek - Michael Hardin – hangminta engedélyek |

## Slágerlisták
| Albumlista (2010)                       | Legmagasabb pozíció |
| --------------------------------------- | ------------------- |
| Ausztrál albumlista (ARIA)              | 53                  |
| Kanadai albumlista (Billboard)          | 9                   |
| Holland albumlista (Dutch Charts)       | 72                  |
| Német albumlista (BVMI)                 | 38                  |
| Norvég albumlista (VG-lista)            | 32                  |
| Svéd albumlista (Sverigetopplistan)     | 42                  |
| Svájci albumlista (Schweizer Hitparade) | 11                  |
| Brit albumlista (OCC)                   | 30                  |
| Brit R&B-albumlista (OCC)               | 4                   |
| US Billboard 200                        | 5                   |
| US Top R&B/Hip-Hop Albums (Billboard)   | 1                   |
| US Top Rap Albums (Billboard)           | 1                   |
| US Top Reggae Albums (Billboard)        | 1                   |

| Albumlista (2010) | Pozíció |
| ----------------- | ------- |
| US Billboard 200  | 170     |